# Aradus uniformis
Aradus uniformis är en insektsart som beskrevs av Heidemann 1904. Aradus uniformis ingår i släktet Aradus och familjen barkskinnbaggar. Inga underarter finns listade i Catalogue of Life.